# 1. deild islandzka w piłce nożnej (1957)
Sezon 1957 był 46. sezonem o mistrzostwo Islandii. Drużyna Valur nie obroniła tytułu mistrzowskiego, zdobył go zespół Akraness, wygrywając wszystkie pięć meczów. Po sezonie spadł zajmujący ostatnie miejsce zespół ÍBA Akureyri.

## Drużyny
Po sezonie 1956 z ligi spadł zespół Víkingur Reykjavík, z 2. deild awansowała natomiast drużyna ÍB Hafnarfjörður wobec czego do sezonu 1957 ponownie przystąpiło sześć zespołów.
| Uczestnicy poprzedniej edycji                                                                                 | Uczestnicy poprzedniej edycji | Uczestnicy poprzedniej edycji | Uczestnicy poprzedniej edycji |
| --- | ----------------------------- | ----------------------------- | ----------------------------- |
| VAL | Valur                         | 1                             |                               |
| KRE | KR                            | 2                             |                               |
| ÍA | Akraness                      | 3                             |                               |
| FRA | Fram                          | 4                             |                               |
| ÍBA | ÍBA Akureyri                  | 5                             |                               |
| Awans z 2. deild                                                                                              |                               |                               |                               |
| ÍBH | ÍB Hafnarfjörður              | 1                             |                               |
| Oznaczenia: - kolumna pierwsza – skróty nazw drużyn, - kolumna trzecia – miejsce zajęte w poprzednim sezonie. |                               |                               |                               |

## Tabela
| Lp. | Drużyna          | M | Z | R | P | Bramki | Bramki | Różn. | Pkt      | Uwagi              |
| --- | ---------------- | - | - | - | - | ------ | ------ | ----- | -------- | ------------------ |
| 1   | Akraness (M)     | 5 | 5 | 0 | 0 | 14     | 2      | +12   | 10\|\|\| |                    |
| 2   | Fram             | 5 | 3 | 1 | 1 | 7      | 3      | +4    | 7        |                    |
| 3   | Valur            | 5 | 2 | 2 | 1 | 11     | 7      | +4    | 6        |                    |
| 4   | ÍB Hafnarfjörður | 5 | 1 | 1 | 3 | 5      | 9      | −4    | 3        |                    |
| 5   | KR               | 5 | 0 | 2 | 3 | 3      | 10     | −7    | 2        | baraż o utrzymanie |
| 5   | ÍBA Akureyri (S) | 5 | 0 | 2 | 3 | 6      | 15     | −9    | 2        | baraż o utrzymanie |

## Wyniki
| Gospodarz \ Gość | ÍA  | FRA | ÍBA | ÍBH | KRE | VAL |
| Akraness         |     |     | 3:0 | 1:0 |     | 4:1 |
| Fram             | 1:2 |     | 2:0 | 2:0 | 1:0 |     |
| ÍBA Akureyri     |     |     |     |     |     |     |
| ÍB Hafnarfjörður |     |     | 2:2 |     |     |     |
| KR               | 0:4 |     | 2:2 | 1:3 |     | 0:0 |
| Valur            |     | 1:1 | 6:2 | 3:0 |     |     |

Źródło: Knattspyrnusamband Íslands (isl.)
Objaśnienia:
1Drużyna gospodarzy jest wymieniona po lewej stronie tabeli.
Kolory: zielony – zwycięstwo gospodarzy, żółty – remis, różowy – zwycięstwo gości.

## Baraż o utrzymanie
Z uwagi na równą liczbę punktów po zakończeniu sezonu, o utrzymaniu w 1. deild w sezonie 1957 zadecydował bezpośredni mecz pomiędzy dwoma ostatnimi zespołami – drużyną KR i ÍBA Akureyri. Mecz wygrał zespół z Reykjavíku i zapewnił sobie grę w 1. deild w sezonie 1958, natomiast drużyna ÍBA Akureyri zaczęła sezon 1958 w 2. deild.
| 31 sierpnia 1957 | KR | 1:0Raport | ÍBA Akureyri | Melavöllur Widzów: 1570 |
|                  |    |           |              |                         |

## Najlepsi strzelcy
| Bramki | Strzelcy          | Drużyna  |
| ------ | ----------------- | -------- |
| 6      | Þórður Þórðarson  | Akraness |
| 5      | Gunnar Gunnarsson | Valur    |
| 4      | Ríkharður Jónsson | Akraness |
| 3      | Björgvin Arnarson | Fram     |